# Brehna
Brehna – dzielnica miasta Sandersdorf-Brehna w Niemczech, w kraju związkowym Saksonii-Anhalt, w powiecie Anhalt-Bitterfeld. Powierzchnia dzielnicy wynosi 19,1 km², zamieszkana jest przez ok. 3 tysiące ludzi.
Do 30 czerwca 2009 Brehna była samodzielnym miastem.

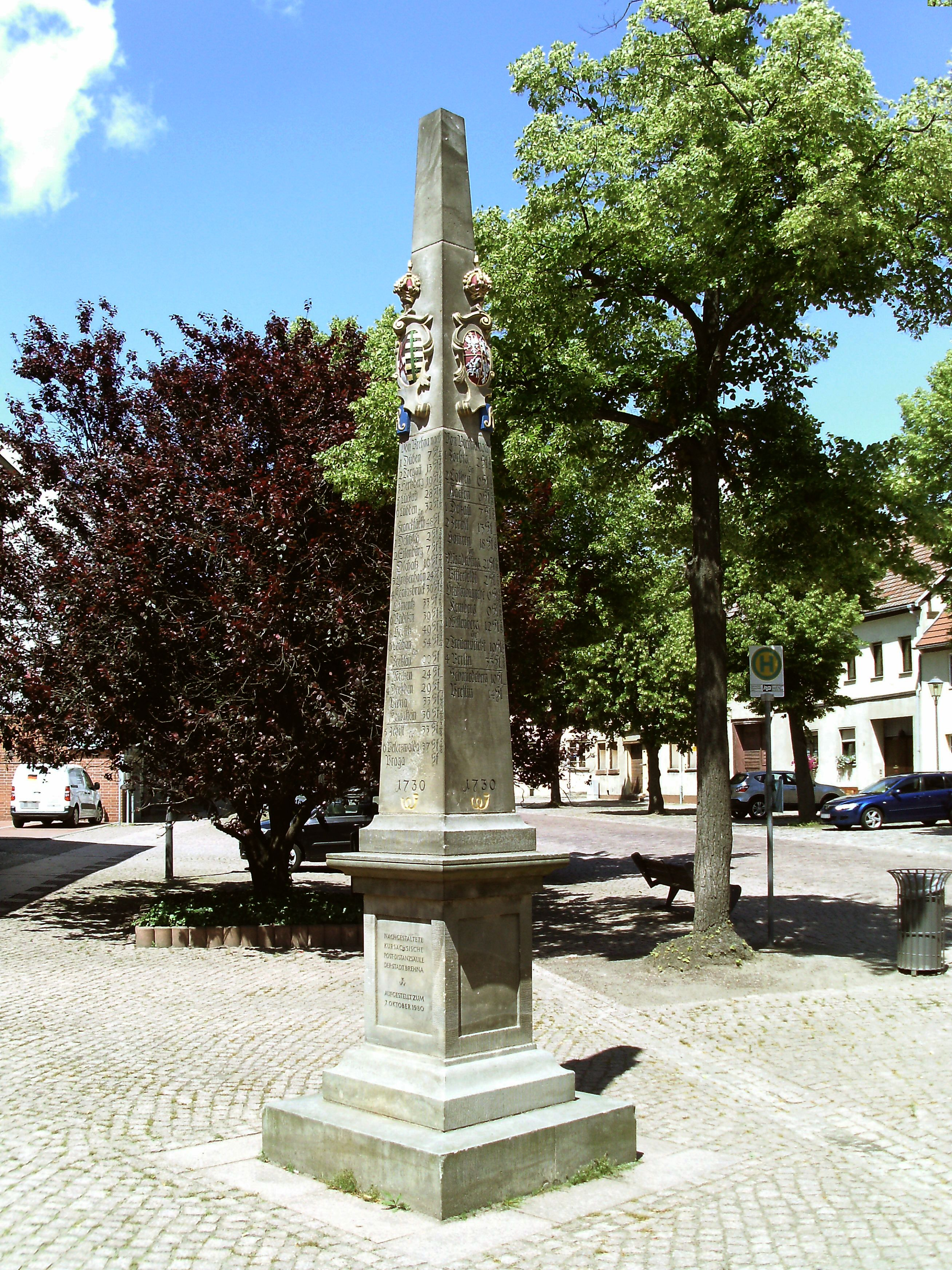
Polsko-saski słup pocztowy z 1730 roku